# Рипон
Ри́пон (англ.  Ripon) — небольшой город в Северном Йоркшире, Англия, исторически являющийся центром Епархии Рипона и Лидса англиканской церкви. Находится примерно в 20 км к северу от Харрогейта. К достопримечательностям Рипона относятся кафедральный собор XII-го века, ипподром, а также расположенные в его окрестностях руины Фаунтинского аббатства, включенные во Всемирное наследие ЮНЕСКО. Через город проходит крупнейшая автомагистраль страны — A1.

## История возникновения
В районе современного Рипона проходили две дороги римского периода, на пересечении одной из которых с рекой Скелл располагался брод. Вероятно в этом месте и было постоянное поселение (раскопки обнаружили остатки мозаичного пола). В VI веке здесь основало поселение племя кельтов, вероятно носивших название Hrype, что дало название и Рипону (Hrypis) и некоторым другим поселениям в этом районе.
В 672 году в Рипоне построен монастырь, настоятелем которого стал святой Вильфрид Йоркский, внёсший существенный вклад в обращение в христианство англо-саксонских княжеств северной Англии. В конце  X-го века Рипон получил статус свободного рыночного города, а в 1160 году на месте церкви, построенной Вильфридом, началось строительство монументального собора, которое завершилось к 1220 году. Собор существенно обновлен в начале XVI-го века после завершения войны Алой и Белой розы.